# Iridomyrmex purpureus
Espèce
Iridomyrmex purpureus est une espèce de fourmis appartenant au genre Iridomyrmex. On la trouve dans toute l'Australie.
Elles vivent dans des fourmilières souterraines comptant jusqu'à 64 000 ouvrières. De nombreux nids peuvent être connectés entre eux pour former des supercolonies souterraines. La plus grande répertoriée à ce jour occupe plus de 10 hectares avec 85 nids et 1 500 trous d’entrée Elles aiment placer du gravier, du sable ou des morceaux de végétation morte au niveau des ouvertures de leurs nids.
Elles sont omnivores et charognardes et sont utilisées par certains agriculteurs australiens pour l'enlèvement des carcasses.
Elles ont tendance à fourrager durant la journée et, étant une espèce agressive, obligent les autres espèces de fourmis à se nourrir la nuit. Elles sont même agressives envers les fourmis de leur espèce provenant de colonies voisines et engagent des combats rituels pour établir les limites de leur territoire.
Comme les autres espèces d’Iridomyrmex, elles entretiennent une relation mutualiste avec certaines chenilles et papillons qui produisent des sécrétions dont les fourmis se nourrissent et en retour, elles protègent les chenilles de la prédation.
Récemment, on a constaté qu'elles étaient capables de tuer les crapauds buffles, un ravageur introduit, car les toxines qui tuent habituellement les prédateurs du crapaud ne les affectent pas.

## Galerie

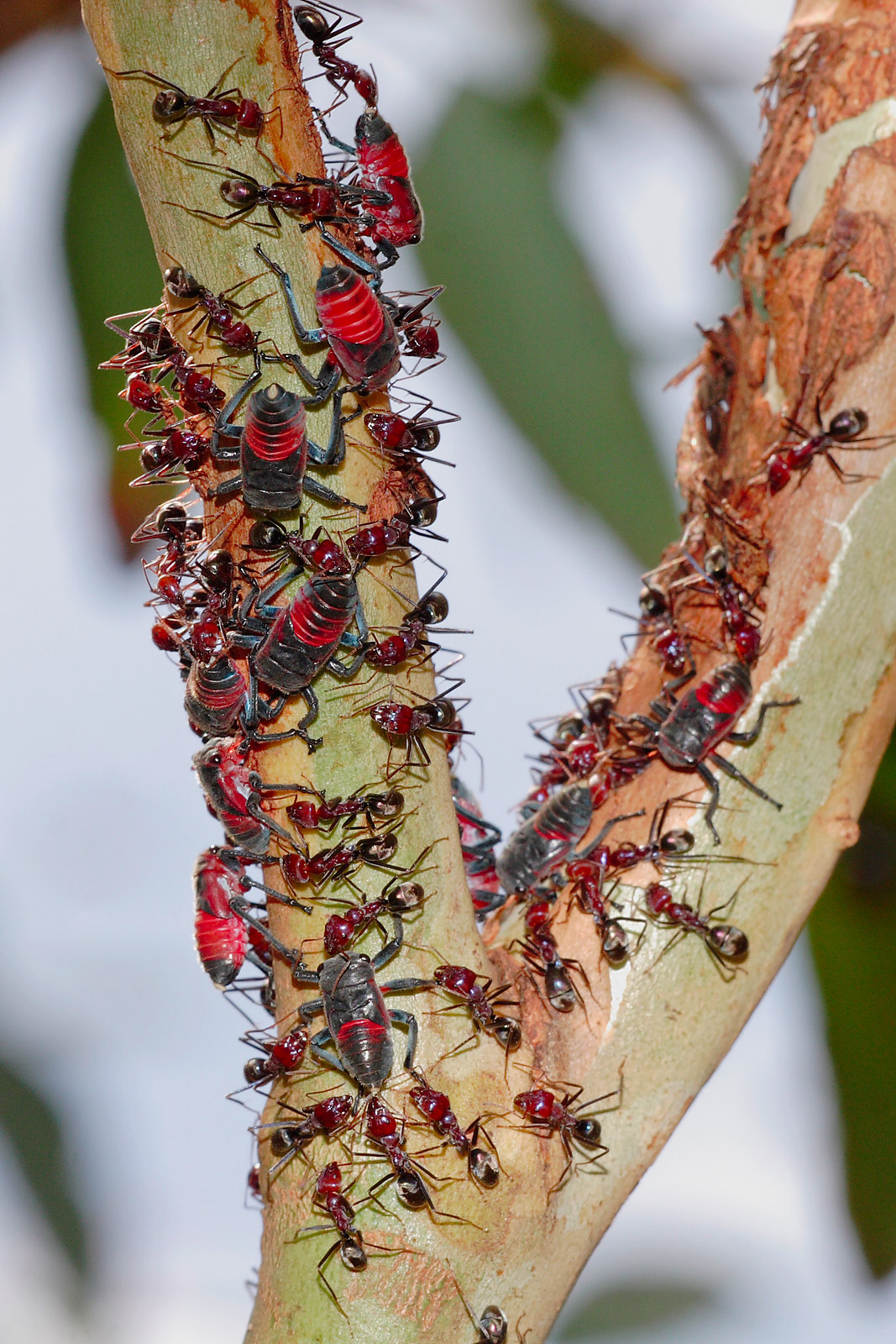
Larves de cicadelles protégées par une colonie d’Iridomyrmex purpureus
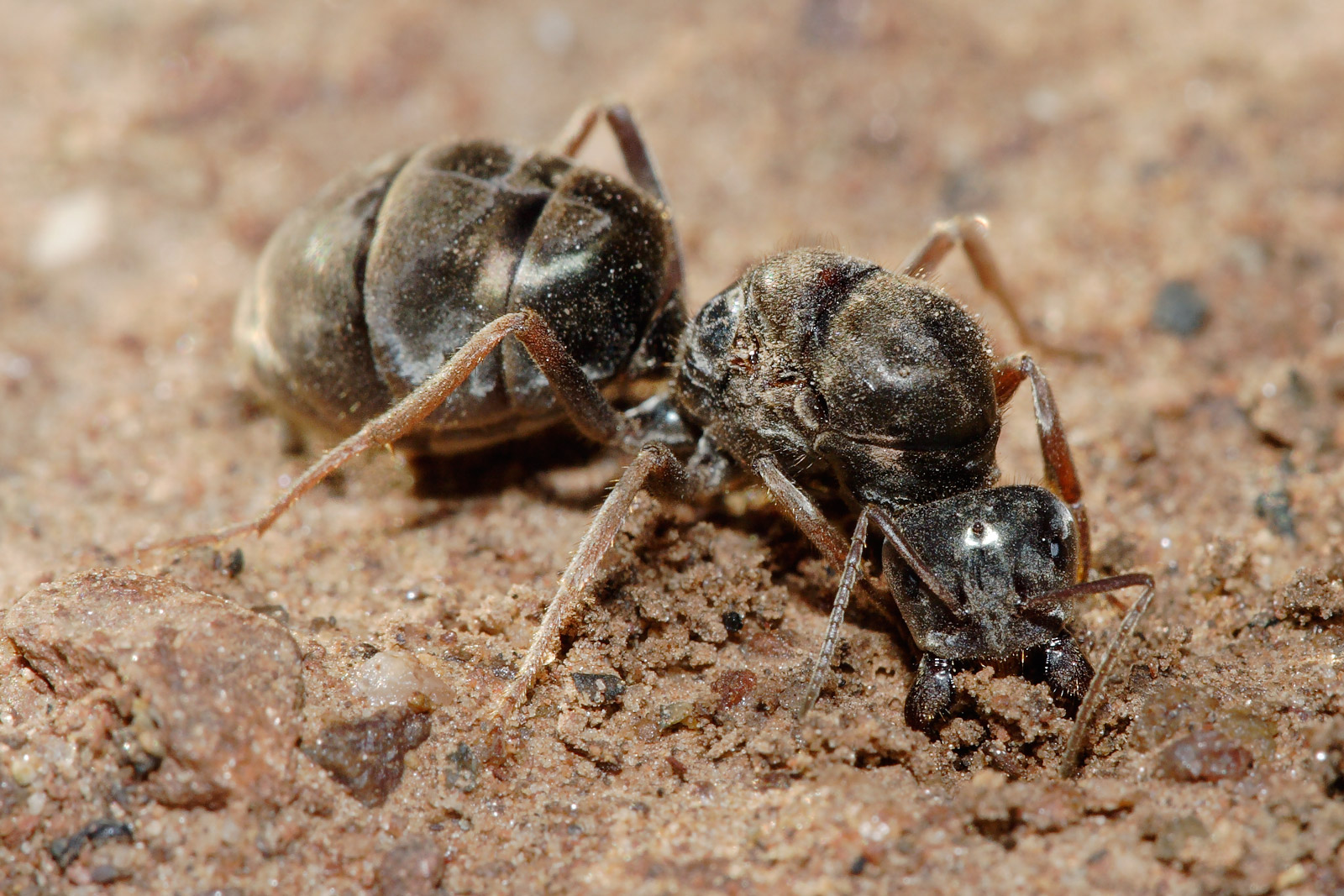
Une reine Iridomyrmex purpureus creusant une nouvelle colonie après son vol nuptial.